# 283P/Spacewatch
283P/Spacewatch è una cometa periodica appartenente alla famiglia delle comete gioviane. Inizialmente è stata ritenuta un asteroide e solo in seguito ci si è accorti che si trattava di una cometa. La cometa è stata scoperta nel 2013, ma già dopo poche settimane sono state trovate immagini di prescoperta risalenti fino al 1996 che hanno permesso di numerarla in un lasso di tempo insolitamente breve.